# Unterseeboot 762
L'Unterseeboot 762 ou U-762 est un sous-marin allemand (U-Boot) de type VIIC utilisé par la Kriegsmarine pendant la Seconde Guerre mondiale.
Le sous-marin fut commandé le 9 octobre 1939 à Wilhelmshaven (Kriegsmarinewerft), sa quille fut posée le 2 janvier 1941, il fut lancé le 21 novembre 1942 et mis en service le 30 janvier 1943, sous le commandement de l'Oberleutnant zur See Wolfgang Hille.
L'U-762 n'endommagea ni ne coula aucun navire au cours des 2 patrouilles (97 jours en mer) qu'il effectua.
Attaqué par deux navires de la Royal Navy, il coule le 8 février 1944 à environ 500 km à l'ouest de Brest.

## Conception
Unterseeboot type VII, l'U-762 avait un déplacement de 769 tonnes en surface et 871 tonnes en plongée. Il avait une longueur totale de 67,10 m, un maître-bau de 6,20 m, une hauteur de 9,60 m et un tirant d'eau de 4,74 m. Le sous-marin était propulsé par deux hélices de 1,23 m, deux moteurs diesel Germaniawerft M6V 40/46 de 6 cylindres en ligne de 1400 cv à 470 tr/min, produisant un total de 2 060 à 2 350 kW en surface et de deux moteurs électriques Brown, Boveri & Cie GG UB 720/8 de 375 cv à 295 tr/min, produisant un total 550 kW, en plongée. Le sous-marin avait une vitesse en surface de 17,7 nœuds (32,8 km/h) et une vitesse de 7,6 nœuds (14,1 km/h) en plongée. Immergé, il avait un rayon d'action de 80 milles marins (150 km) à 4 nœuds (7,4 km/h; 4,6 milles par heure) et pouvait atteindre une profondeur de 230 m. En surface son rayon d'action était de 8 500 milles nautiques (soit 15 700 km) à 10 nœuds (19 km/h).
 L'U-762 était équipé de cinq tubes lance-torpilles de 53,3 cm (quatre montés à l'avant et un à l'arrière) qui contenait quatorze torpilles. Il était équipé d'un canon de 8,8 cm SK C/35 (220 coups) et d'un canon antiaérien de 20 mm Flak. Il pouvait transporter 26 mines TMA ou 39 mines TMB. Son équipage comprenait 4 officiers et 40 à 56 sous-mariniers.

## Historique
Il reçut sa formation de base au sein de la 8. Unterseebootsflottille jusqu'au 31 juillet 1943, puis il intégra sa formation de combat dans la 9. Unterseebootsflottille.
Sa première patrouille est précédée d'un court trajet de Kiel à Bergen. Elle commence le 28 septembre 1943 au départ de Bergen pour l'Atlantique Nord. Il passe la ligne GIUK et patrouille jusqu'au nord-est de Terre-Neuve. Le 8 octobre 1943, le sous-marin est attaqué dans l'Atlantique par un avion bombardier B-24 Liberator britannique du Sqdn 120, piloté par Bryan W. Turnbull. Un destroyer se joint à l'attaque. Le sous-marin s'échappe, deux hommes sont blessés et l'un de ses moteurs diesel est avarié. Après 49 jours en mer, il rejoint son port d'attache de Brest qu'il atteint le 15 novembre 1943.
Le 15 décembre 1943, le Kapitänleutnant Wolfgang Hille cède le commandement de l'U-762 à l'Oberleutnant zur See Walter Pietschmann.
L'U-762 quitte Brest le 28 décembre 1943 pour la zone de Rockall.
 Lors de son retour vers la base, l'U-762 est attaqué et coulé le 8 février 1944 au sud-ouest de l'Irlande à la position géographique 49° 02′ N, 16° 58′ O, par des charges de profondeur des sloops britanniques HMS Woodpecker et HMS Wild Goose.
Les cinquante-et-un membres d'équipage meurent dans cette attaque.

## Affectations
- 8. Unterseebootsflottille du 30 janvier 1943 au 31 juillet 1943 (Période de formation).
- 9. Unterseebootsflottille du 1er août 1943 au 8 février 1944 (Unité combattante).

## Commandement
- Kapitänleutnant Wolfgang Hille du 30 janvier 1943 au 14 décembre 1943.
- Oberleutnant zur See Horst Geider du 15 décembre 1943 au 8 février 1944.

## Patrouilles
|       | Commandant               | Départ            | Départ | Arrivée           | Arrivée | Jours    | Succès |
| ----- | ------------------------ | ----------------- | ------ | ----------------- | ------- | -------- | ------ |
|       | Kptlt. Wolfgang Hille    | 11 septembre 1943 | Kiel   | 15 septembre 1943 | Bergen  | 5 jours  |        |
| 1     | Kptlt. Wolfgang Hille    | 28 septembre 1943 | Bergen | 15 novembre 1943  | Brest   | 49 jours |        |
| 2     | Oblt. Walter Pietschmann | 28 décembre 1944  | Brest  | 8 février 1944    | Coulé   | 43 jours |        |
| Total | Total                    | Total             | Total  | Total             | Total   | 97 jours | 0 t    |

Note : Kptlt. = Kapitänleutnant - Oblt. = Oberleutnant zur See

### OpérationsWolfpack
L'U-762 a opéré avec les Wolfpacks (meute de loups) durant sa carrière opérationnelle.
- Rossbach (6-9 octobre 1943)
- Schlieffen (14-22 octobre 1943)
- Siegfried (22-27 octobre 1943)
- Rügen 1 (6-7 janvier 1944)
- Rügen (7-26 janvier 1944)
- Stürmer (26 janvier - 3 février 1944)